# Andrea Righi
Andrea Righi (Prato, 14 dicembre 1979) è un ex nuotatore italiano.

## Carriera
Ha avuto una carriera doppia: dapprima in vasca, specializzato nelle distanze più lunghe dello stile libero, ha nuotato agli europei giovanili nel 1996 e nel 1997, e nel 1999 ha debuttato con la nazionale maggiore alle universiadi di Palma di Maiorca vincendo la medaglia d'argento nei 400 e negli 800 m e quella d'oro nei 1500 m stile libero guadagnandosi anche la partecipazione agli europei di Istanbul.
Nella stagione 1999 - 2000 in vasca corta ha vinto il suo primo titolo italiano ai campionati invernali di dicembre, qualificandosi per i mondiali di Atene di marzo, dove è riuscito ad entrare nella finale dei 1500 m arrivando sesto. In estate non viene convocato ai Giochi olimpici di Sydney e torna in nazionale agli europei in vasca corta di Valencia a dicembre dove è ancora finalista nei 1500 m. Ai campionati primaverili del 2001, allenato a Napoli da Riccardo Siniscalco, insieme a Massimiliano Rosolino, vince i titoli degli 800 e dei 1500 metri e viene convocato ai mondiali di Fukuoka. Nella gara degli 800 m è entrato in finale arrivando sesto e ha nuotato con Federico Cappellazzo, Simone Cercato e Andrea Beccari la batteria della staffetta 4 × 200 m stile libero qualificandola per la finale dove ha vinto una bella medaglia d'argento dietro l'imprendibile Australia di Thorpe e Hackett e davanti agli Stati Uniti.
La sua carriera in vasca è proseguita e nel 2003 e nel 2004 ha vinto altri titoli nazionali, ma ha anche iniziato con successo a fare nuoto di fondo tanto da meritarsi nel 2006 la convocazione in questa disciplina agli europei di Budapest di fine luglio in cui è giunto sesto nella gara dei 10km. Un mese dopo ha gareggiato ai mondiali di fondo di Napoli sempre nella 10 km in cui ha sfiorato il podio, battuto di due secondi nello sprint finale. È stato anche campione italiano nella 5 km nel 2007.

## Palmarès
| Campionati del mondo         | 800 m st. libero        | 1500 m st. libero        | 4×200 m st. libero        | 10 km individuale |
| 2001 Fukuoka Giappone        | 6º 7'57"69              | 16º in batteria 15'40"56 | Argento nuota in batteria | ---               |
| 2007 Melbourne Australia     | ---                     | ---                      | ---                       | 23º 1h 56'23"55   |
| Mondiali di fondo            | ---                     | ---                      | 5 km individuale          | 10 km individuale |
| 2006 Napoli Italia           | ---                     | ---                      | ---                       | 4º 2h 10'42"8     |
| 2008 Siviglia Spagna         | ---                     | ---                      | 13º 55'20"2               | ---               |
| Mondiali in vasca corta      | 400 m st. libero        | 1500 m st. libero        | ---                       | ---               |
| 2000 Atene Grecia            | 10º in batteria 3'48"89 | 6º 14'56"56              | ---                       | ---               |
| Campionati europei           | ---                     | 1500 m st. libero        | ---                       | 10 km individuale |
| 1999 Istanbul Turchia        | ---                     | 10º in batteria 15'38"11 | ---                       | ---               |
| 2006 Budapest Ungheria       | ---                     | ---                      | ---                       | 6º 1h 58'24"4     |
| Europei in vasca corta       | ---                     | 1500 m st. libero        | ---                       | ---               |
| 2000 Valencia Spagna         | ---                     | 6º 15'05"86              | ---                       | ---               |
| Universiadi                  | 400 m st. libero        | 800 m st. libero         | 1500 m st. libero         | ---               |
| 1999 Palma di Maiorca Spagna | Argento 3'56"12         | Argento 8'01"02          | Oro 15'25"83              | ---               |
| Europei giovanili            | 200 m st. libero        | 400 m st. libero         | 1500 m st. libero         | ---               |
| 1996 Copenaghen Danimarca    | ---                     | 7º 4'02"21               | 4º 15'52"04               | ---               |
| 1997 Glasgow Scozia          | 1º in finale B 1'53"48  | 5º 3'57"83               | ---                       | ---               |

### Campionati italiani
8 titoli individuali, così ripartiti:
- 2 negli 800 m stile libero
- 2 nei 1500 m stile libero
- 3 nella staffetta 4×200 m stile libero
- 1 nei 5 km di fondo

nd = non disputati
| Anno | Edizione    | st.libero 400 m | st.libero 800 m | st.libero 1500 m | st.libero 4×200 m |
| ---- | ----------- | --------------- | --------------- | ---------------- | ----------------- |
| 1998 | Estivi      | 3               | nd              | -                | -                 |
| 1999 | Estivi      | 3               | nd              | 2                | -                 |
| 1999 | Invernali   | 2               | nd              | 1                | nd                |
| 2000 | Primaverili | 3               | nd              | -                | -                 |
| 2000 | Estivi      | 2               | nd              | -                | -                 |
| 2001 | Primaverili | 3               | 1               | 1                | -                 |
| 2001 | Estivi      | 3               | 3               | -                | 1                 |
| 2002 | Primaverili | -               | -               | -                | 2                 |
| 2002 | Estivi      | -               | -               | -                | 2                 |
| 2003 | Primaverili | -               | 1               | 2                | 1                 |
| 2004 | Primaverili | -               | -               | -                | 2                 |
| 2004 | Estivi      | 2               | 2               | 3                | 1                 |
| 2004 | Invernali   | 2               | nd              | 2                | nd                |
| 2005 | Primaverili | -               | 3               | -                | 2                 |
| 2005 | Estivi      | -               | -               | -                | 3                 |

edizioni in acque libere
| Anno | Edizione | fondo 5 km | fondo 10 km |
| ---- | -------- | ---------- | ----------- |
| 2006 | Fondo    | -          | 2           |
| 2007 | Fondo    | 1          | -           |